# ウィリアム・ハーバート (第2代ペンブルック伯爵)
第2代ペンブルック伯ウィリアム・ハーバート（William Herbert, 2nd Earl of Pembroke, 1451年3月5日 - 1491年7月16日）は、イングランドの貴族、政治家。

## 生涯
ウィリアムは初代ペンブルック伯ウィリアム・ハーバートとアン・デヴァルーの息子である。父方の祖父母はウィリアム・アプ・トマスとダヴィズ・ガムの娘グラディス、母方の祖父母はアイルランド大法官ウォルター・デヴァルーとエリザベス・マーベリーである。
1469年に父の跡を継ぎペンブルック伯位を継承した。1479年、イングランド王エドワード4世の命令でペンブルック伯位とウェールズの領地を王の息子エドワード（後のエドワード5世）に譲るよう強制され、代わりにハンティンドン伯に叙せられた。ウィリアムはペンブルック伯位を一族に取り戻したい望んでいた。イングランド南西部の領地を授与することは、エドワードがハーバート家の影響力をウェールズから移すことを意味していた。ヨーク派であったウィリアムは、王妃エリザベス・ウッドヴィルの妹メアリー・ウッドヴィルと結婚し、エリザベス（第3代ハーバート女男爵、初代ウスター伯チャールズ・サマセットと結婚）という一人娘をもうけた。
ウィリアムはリチャード3世に忠誠を誓い続けた。1483年の反乱の後、ウィリアムはバッキンガム公ヘンリー・スタッフォードが務めていた南ウェールズの司法長官の地位を得た。1484年にリチャード3世の庶子キャサリンと再婚した後、ウィリアムは年間約1,000ポンドの年金を受け取り、収入はほぼ2倍になった。キャサリンは1487年までに亡くなったとみられる。ウィリアムが最初の妻メアリー・ウッドヴィルの姪であるエリザベス・オブ・ヨークの戴冠式に参加したとき、やもめであったことが記録されているからである。
1485年にヘンリー・オブ・リッチモンドが南ウェールズに上陸したとき、ウィリアムによりヘンリーはイングランドに入るにあたり遠回りを余儀なくされた。おそらく、ウィリアムの代理人が最初にリチャード3世にヘンリーの上陸を知らせたと思われる。しかし、ハーバートはボズワースで戦わなかった。

## 死と継承
ウィリアムが亡くなったとき、一人娘のエリザベスがラグラン城を含むハーバート家の領地を相続したが、ハンティンドン伯位は継承しなかった。また、ペンブルック伯領は既に王室に併合されていたため、弟のウォルター・ハーバートには引き継がれなかった。しかし、ペンブルック伯位は1551年に甥のサー・ウィリアム・ハーバート（父ウィリアムの庶子サー・リチャード・ハーバートの息子）に再び与えられた。ハーバート家は今日でもペンブルック伯などの伯位を保持している。